# George S. Dole
George Stuart Dole (* 30. Januar 1885 in Ypsilanti, Michigan; † 6. September 1928 in Winthrop, Maine) war ein US-amerikanischer Ringer. Er war Olympiasieger 1908 im freien Stil im Federgewicht.

## Werdegang
George S. Dole wurde in Michigan geboren und wuchs in Maine auf. Er begann an der Oberschule zusammen mit seinem Zwillingsbruder Louis mit dem Ringen im freien Stil. 1902 schrieben sich beide Brüder an der Yale University ein und gehörten bald zu den besten Ringern dieser Universität. Ab 1903 fanden regelmäßig Vergleichskämpfe zwischen der Yale Univ. und der Columbia Univ. statt. George siegte dabei bis 1908 in all seinen Kämpfen.
1905 gewann er auch den Titel im Bantamgewicht bei den erstmals ausgetragenen Eastern-Championships (Meisterschaft der an der Ostküste der USA gelegenen Staaten). 1907 wurde George in Newark, N.J., auch Meister der AAU im Bantamgewicht. Er besiegte dabei den Olympiasieger von 1904 George Mehnert. Es war Mehnerts einzige Niederlage in 7 Jahren.
1908 wurden Mehnert und George für die Olympischen Spiele nominiert. Da beide Bantamgewichtler waren, ging George Dole freiwillig eine Gewichtsklasse höher, in das Federgewicht. Er wurde dann in London auch in dieser Gewichtsklasse mit vier Siegen Olympiasieger.
Nach Abschluss seines Studiums war George S. Dole bis 1917 als Ringertrainer an der Yale Univ. tätig. Er ging dann zur Navy und war nach seiner Zeit bei der Navy als Wirtschaftsprofessor in St. Lawrence tätig. George S. Dole verstarb bereits 1928 an einem Herzinfarkt. Für seine Verdienste um den Ringersport wurde er 1997 in die National Wrestling Hall of Fame aufgenommen.

## Internationale Erfolge
1908, Goldmedaille, Olympische Spiele in London, freier Stil, Federgewicht (bis 60,3 kg Körpergewicht), mit Siegen über Percy Cockings, J. Webster, William McKie und James Slim, alle Großbritannien